# Raúl González Rodríguez
Raúl González Rodríguez (China, Nuevo León; 29 de febrero de 1952) es un deportista mexicano retirado, recordado principalmente por las dos medallas que ganó en marcha atlética en los Juegos Olímpicos de Los Ángeles 1984.

## Primeros años
Nació en el pueblo de China (Nuevo León), México un 29 de febrero de 1952. En su infancia se trasladó junto con su familia a la ciudad de Río Bravo, donde pasó su adolescencia alternando su tiempo entre la escuela, el trabajo y el deporte.
En 1969 ingresó a la Universidad Autónoma de Nuevo León (UANL) para estudiar la licenciatura en Ciencias Físico Matemáticas donde sus compañeros le apodaron “El matemático”. Fue miembro del equipo atlético de su universidad en 1970 y ganó el campeonato nacional juvenil. Entró a la preselección nacional dirigida por el entrenador nacional Jerzy Hausleber en 1971.

## Carrera profesional
Compitió en los Juegos Olímpicos de Múnich 1972, Montreal 1976 y Moscú 1980 sin obtener medallas.
En 1978 rompió dos veces el récord mundial de 50 km (3:45:52 y 3:41:20).
Ganó la Copa del Mundo de Marcha Atlética en 50 km en 1977, 1981 y 1983.
En 1981 sale del equipo nacional y se convierte en atleta independiente.
Obtuvo muchos buenos resultados antes de los juegos de Los Ángeles 1984, en distintas competencias internacionales, como juegos centroamericanos, campeonatos mundiales, etc. Sin embargo, faltaba la medalla olímpica que coronara toda esta vida de esfuerzos.

## Los Ángeles 1984
La primera medalla que ganó en estos juegos olímpicos fue de plata en la prueba de 20 km, secundando a otro atleta mexicano, Ernesto Canto, y la segunda fue la de oro, estableciendo un nuevo récord olímpico, la mañana del 20 de agosto de 1984, en la prueba de los 50 km. Esta última fue siempre la prueba que dominó más.

## Logros
| Representando México | Representando México                      | Representando México                | Representando México | Representando México |
| Año                  | Competición                               | Lugar                               | Resultado            | Distancia            |
| -------------------- | ----------------------------------------- | ----------------------------------- | -------------------- | -------------------- |
| 1971                 | Campeonato Centroamericano y del Caribe   | Kingston, Jamaica                   | 3.º                  | 10 km                |
| 1974                 | XII Juegos Centroamericanos y del Caribe  | Santo Domingo, República Dominicana | 1.º                  | 20 km                |
| 1977                 | Copa del Mundo de Marcha Atlética         | Milton Keynes, Reino Unido          | 1.º                  | 50 km                |
| 1978                 | XIII Juegos Centroamericanos y del Caribe | Medellín, Colombia                  | 2.º                  | 20 km                |
| 1978                 |                                           | Ciudad de México, México            | WR                   | 50 km                |
| 1978                 |                                           | Poděbrady, Eslovaquia               | WR                   | 50 km                |
| 1979                 | Juegos Panamericanos                      | San Juan, Puerto Rico               | 1.º                  | 50 km                |
| 1981                 | Copa del Mundo de Marcha Atlética         | Valencia, España                    | 1.º                  | 50 km                |
| 1981                 | Campeonato Centroamericano y del Caribe   | Santo Domingo, República Dominicana | 2.º                  | 20 km                |
| 1982                 | XIV Juegos Centroamericanos y del Caribe  | La Habana, Cuba                     | 2.º                  | 20 km                |
| 1982                 | XIV Juegos Centroamericanos y del Caribe  | La Habana, Cuba                     | 1.º                  | 50 km                |
| 1983                 | Copa del Mundo de Marcha Atlética         | Bergen, Noruega                     | 1.º                  | 50 km                |
| 1983                 | Juegos Panamericanos                      | Caracas, Venezuela                  | 2.º                  | 20 km                |
| 1983                 | Juegos Panamericanos                      | Caracas, Venezuela                  | 1.º                  | 50 km                |
| 1984                 | Juegos Olímpicos de Los Ángeles           | Los Ángeles, Estados Unidos         | 2.º                  | 20 km                |
| 1984                 | Juegos Olímpicos de Los Ángeles           | Los Ángeles, Estados Unidos         | 1.º WR               | 50 km                |
| 1987                 | Juegos Panamericanos                      | Indianápolis, Estados Unidos        | 2.º                  | 50 km                |
| WR-Récord mundial    |                                           |                                     |                      |                      |

## Premios
Fue miembro del equipo nacional de caminata que recibió el Premio Nacional del Deporte de México en 1977. Raúl González lo recibió individualmente en 1978. La Federación Internacional de atletismo amateur, lo nombra en 1987 el mejor marchista del siglo XX.

## Dirigente y entrenador
Fue director de la Comisión Nacional del Deporte de México (CONADE) de 1988 a 1994.
Fue presidente ejecutivo de la Liga Mexicana de Béisbol Profesional de 2002 a 2004 También fue presidente de la Liga Mexicana de béisbol en verano.

## Candidatura a Senado
El 15 de marzo de 2018 Raúl González presentó su registro ante el INE como candidato independiente al Senado por el estado de Nuevo León y calificó el hecho como histórico. El 24 de abril del mismo año participó en un debate entre uno de los dos candidatos por partido en la UDEM.